# 河内インターチェンジ
河内インターチェンジ（こうちインターチェンジ）は、広島県東広島市河内町入野の、山陽自動車道上にあるインターチェンジ。
竹原市の最寄りインターチェンジである。

## 歴史
- 1990年（平成2年）11月30日：河内IC - 西条IC間開通に伴い、供用開始[1]。
- 1993年（平成5年）10月26日：福山西IC - 河内IC間開通[1]。

## 周辺
河内ICは、広島IC方面から山陽自動車道経由で広島空港へ向かう際の最寄りインターチェンジである。
- 広島空港

## 接続する道路
- 国道432号 - 国道2号・竹原市方面 / 東広島市河内方面
- 広島県道73号広島空港線 - 広島中央フライトロード（三原市大和町方面）・広島空港方面

## 料金所
- ブース数：5

### 入口
- ブース数：2
  - ETC専用：1
  - 一般：1

### 出口
- ブース数：3
  - ETC専用：1
  - 一般：2

## バス停留所
バス停留所があり、停留所設備は高速道路施設外の国道432号と広島県道73号広島空港線の2箇所に設けられている。
バス事業者は河内インター（こうちインター）という呼称を使用している。

### 停車する路線
- 河内インターバス停（国道432号）
  - かぐや姫号（芸陽バス）[2] - 竹原駅・竹原フェリー前・忠海駅方面 / 広島駅・広島バスセンター方面
- 河内インターバス停（広島県道73号広島空港線）
  - 白市駅－広島空港線（広島空港連絡バス、芸陽バス）[3] - 広島空港行（河内インター経由のみ停車） / 白市駅行・ネオポリス行

## 隣
E2 山陽自動車道
(24-1)本郷IC - (25)河内IC - 小谷SA - (25-1)高屋JCT/IC